# 圣科隆布昂布吕伊卢瓦

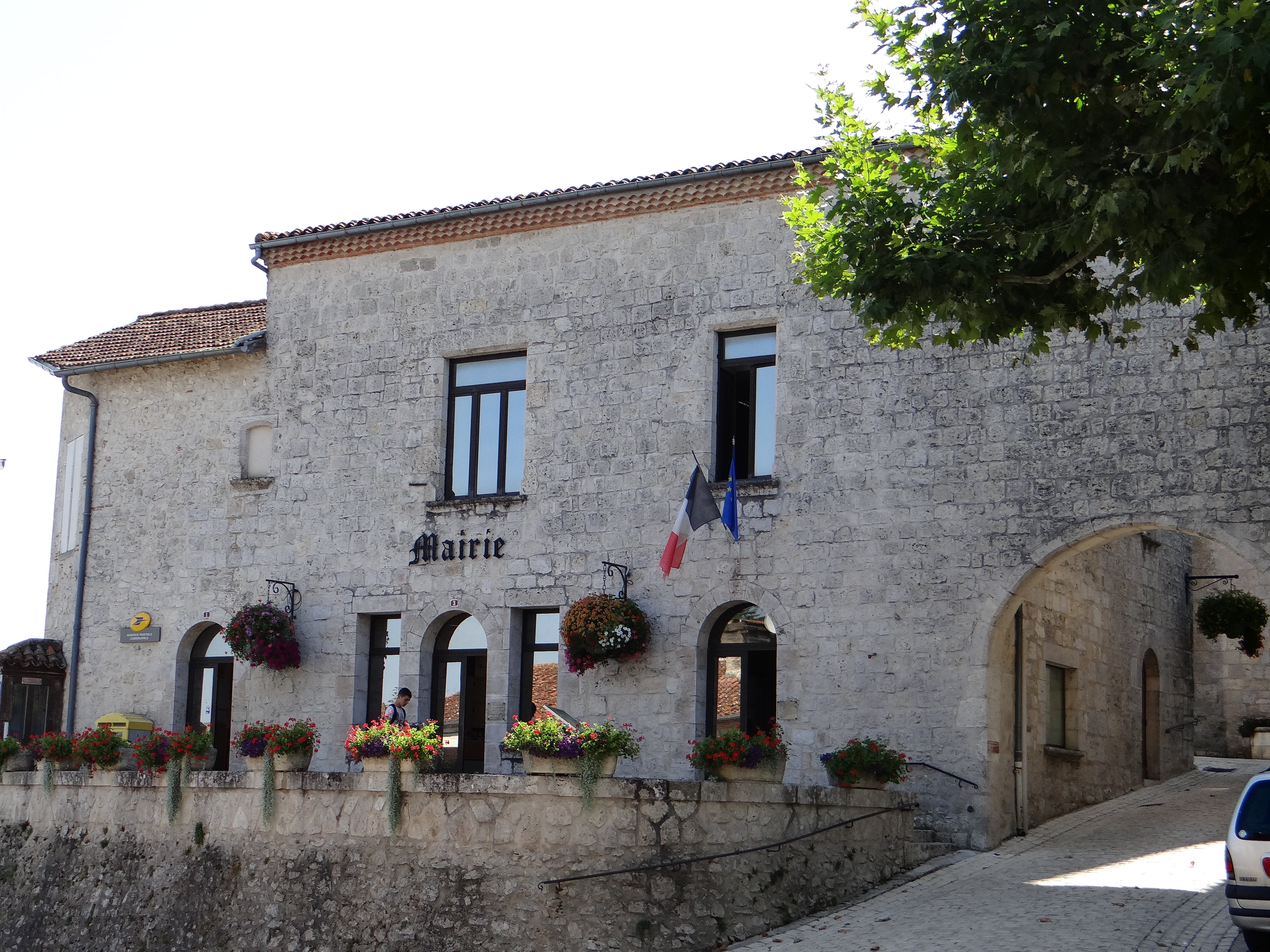
圣科隆布昂布吕伊卢瓦市政厅

圣科隆布昂布吕伊卢瓦（法語：Sainte-Colombe-en-Bruilhois）是法国洛特-加龙省的一个市镇，位于该省东南部，省会阿让市区以西约10公里，属于阿让区和阿让城市圈公共社区。该市镇总面积21.15 平方千米，海拔在35至168米之间，2022年1月1日年时的人口为1,552人。

## 行政区划
圣科隆布昂布吕伊卢瓦的邮政编码为47310，市镇编码为47238。

## 交通
洛特-加龙省省道D296线经过圣科隆布昂布吕伊卢瓦镇中心。

## 人口
圣科隆布昂布吕伊卢瓦人口变化图示